# برايان ريفيرو
برايان ريفيرو (بالإسبانية: Braian Rivero) (22 فبراير 1996 بقرطبة في الأرجنتين - ) هو لاعب كرة قدم أرجنتيني في مركز الوسط.

## روابط خارجية
- برايان ريفيرو على موقع قاعدة بيانات كرة القدم.إي يو (الإنجليزية)
- برايان ريفيرو على موقع Soccerway.com (الإنجليزية)